# Łzawnik rozciekliwy

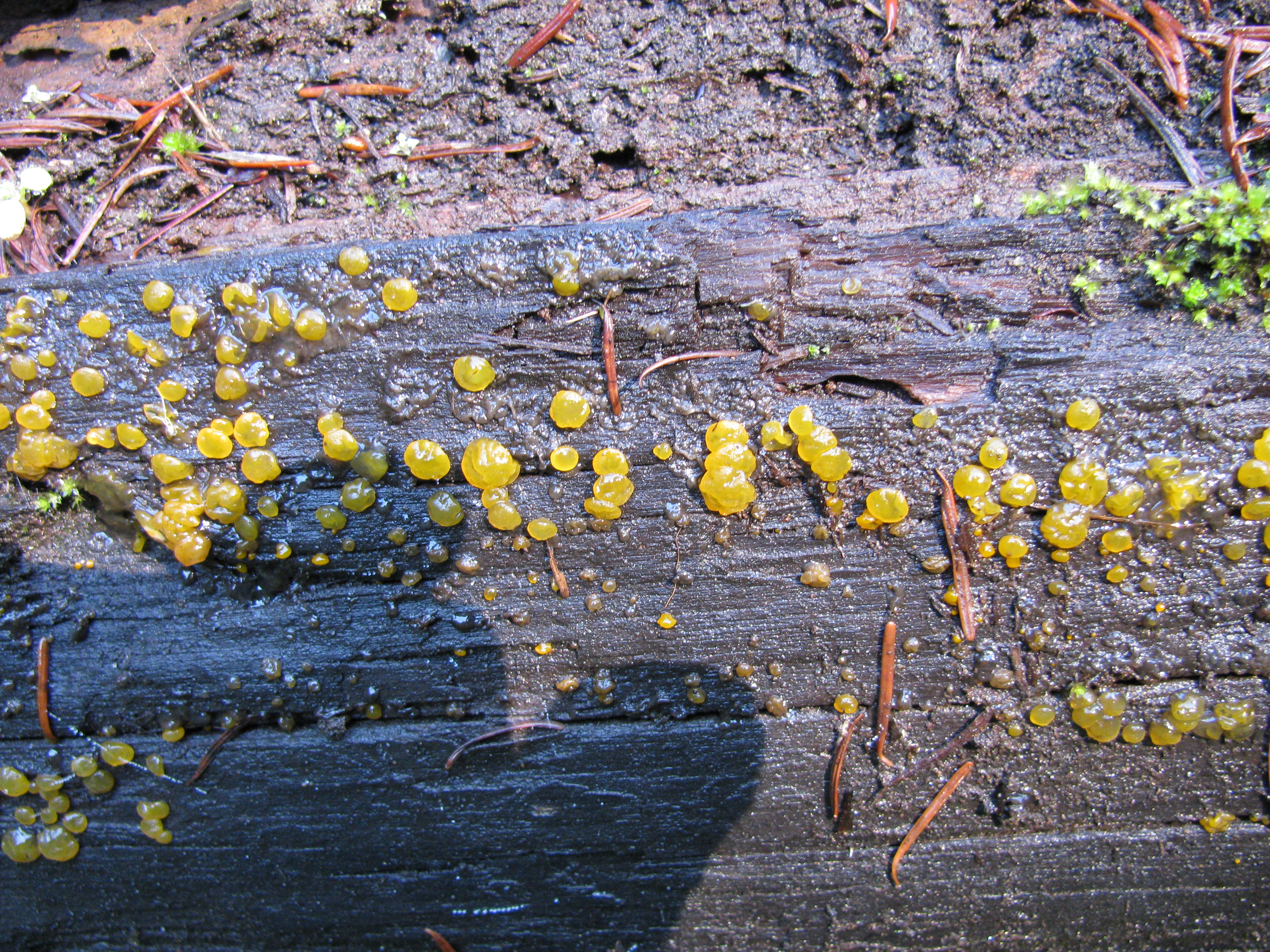

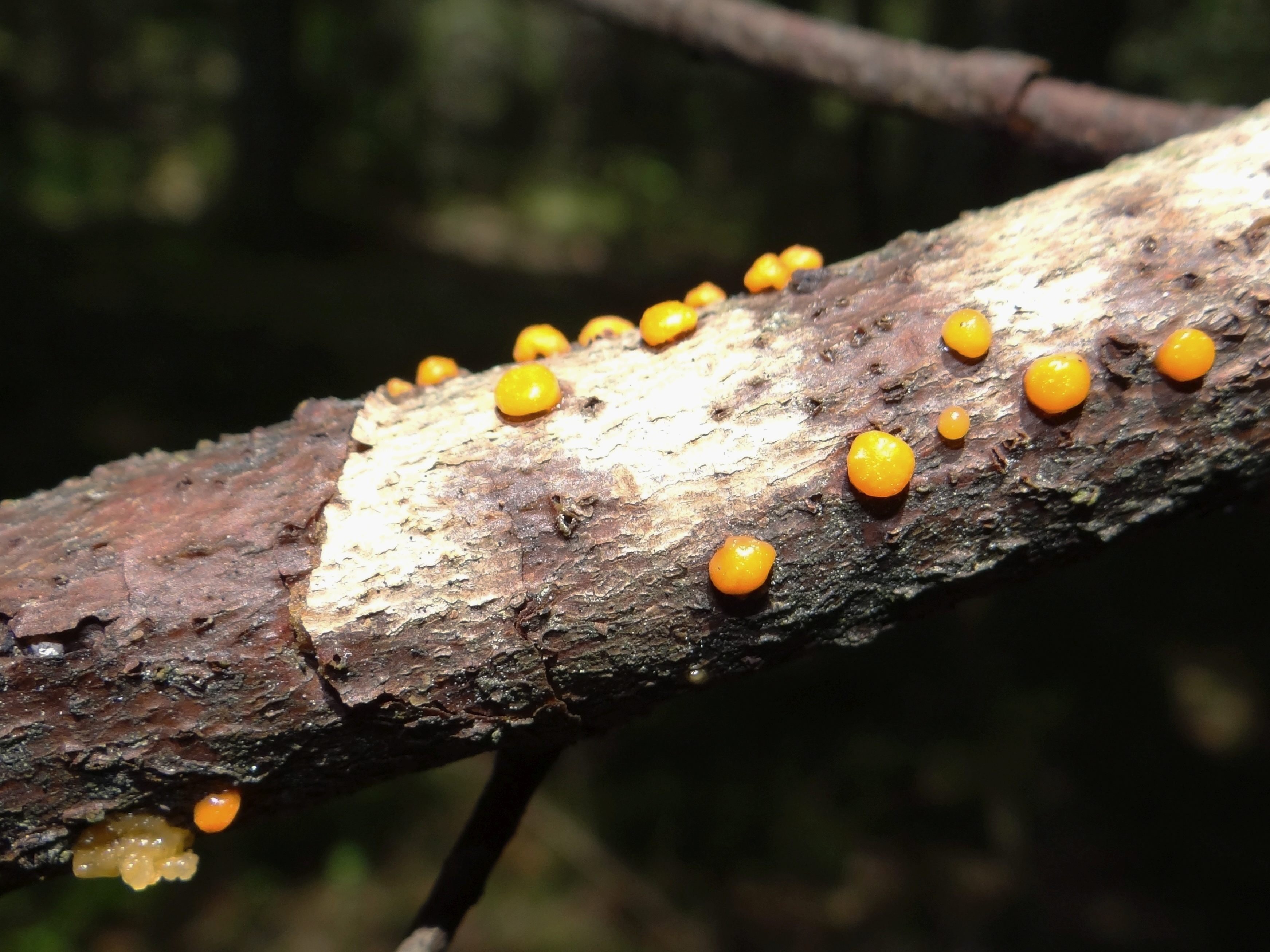

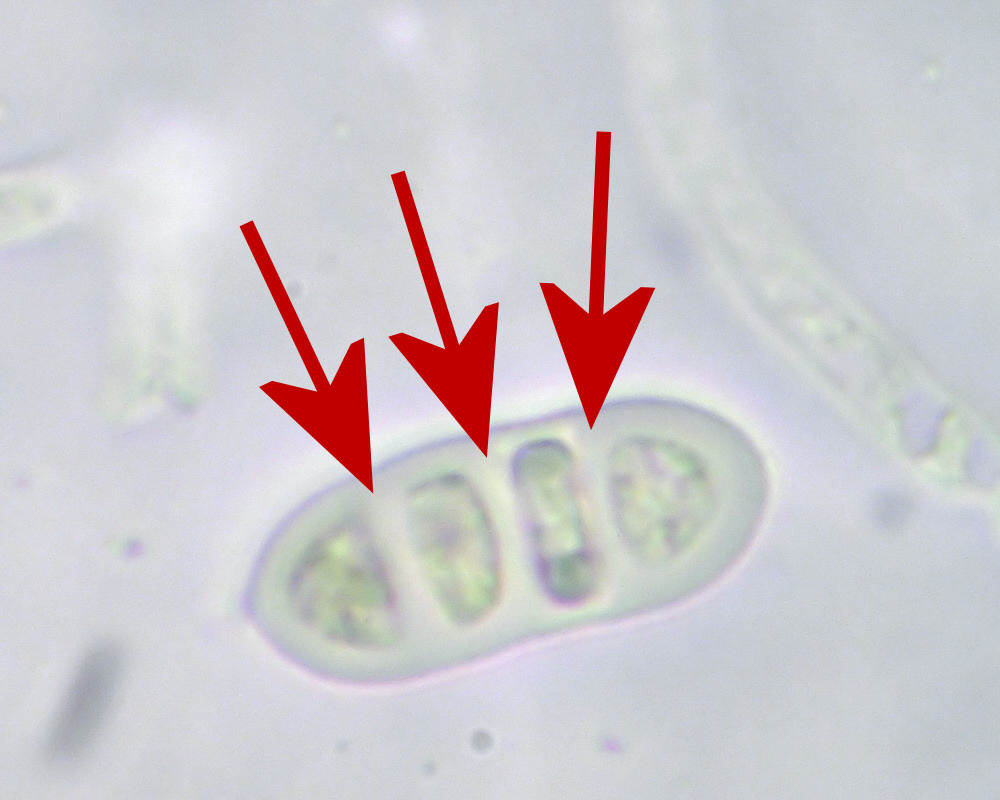
Zarodniki z 3 grubymi przegrodami

Łzawnik rozciekliwy (Dacrymyces stillatus Nees) – gatunek grzybów z rodziny łzawnikowatych (Dacrymycetaceae).

## Systematyka i nazewnictwo
Pozycja w klasyfikacji według Index Fungorum: Dacrymyces, Dacrymycetaceae, Dacrymycetales, Incertae sedis, Dacrymycetes, Agaricomycotina, Basidiomycota, Fungi.
Synonimy:

- Calloria stillata (Nees) Fr. 1849
- Dacrymyces abietinus (Pers.) J. Schröt. 1888
- Dacrymyces abietinus (Pers.) J. Schröt. 1888 var. abietinus
- Dacrymyces abietinus var. triseptata L.S. Olive 1948
- Dacrymyces stillatus var. lutescens Fr. 1822
- Dacrymyces stillatus Nees 1816 var. stillatus
- Tremella abietina Pers. 1796

Nazwę polską nadał Franciszek Błoński w 1890 r. W polskim piśmiennictwie mykologicznym gatunek ten opisywany był też jako łzawnik rozpływający lub łzawnik jodłowy.

## Morfologia
Owocnik
Mały, poduszeczkowaty, nieregularnie pofałdowany i zrastający się z sąsiednimi; jaskrawy, złocistożółty do pomarańczowego; 2–3 mm szerokości. Łzawnik rozciekliwy tworzy dwa rodzaje owocników. W stadium niedoskonałym, konidialnym, są one kuliste, o gładkiej górnej powierzchni i widoczne jako małe, pomarańczowożółte, później rozpływające się punkciki. Dojrzałe owocniki stadium doskonałego są trochę większe, nieraz pofałdowane, bladożółte. Nieraz obydwie formy występują obok siebie. Miąższ galaretowaty, miękki, bardzo wodnisty, bez smaku i zapachu. Po wyschnięciu owocnik łzawnika zamieni się w cienką, ledwie widoczna żółtopomarańczową błonkę.
Cechy mikroskopowe
Strzępki nie mają sprzążek. U młodych owocników tworzą bezbarwne lub żółtawe konidia o kształcie od cylindrycznego do elipsoidalnego i rozmiarach 8–30 × 3–5 μm. Podstawki z bazydiosporami rozwijają się tylko u starszych okazów. Bazydiospory są bezbarwne, długo eliptyczne i mają gładką powierzchnię. Mają rozmiar 10–16(18) × 5–6,5(7) μm i są podzielone trzema grubościennymi przegrodami. Czasami powstają mniejsze zarodniki.

## Występowanie i siedlisko
Jest rozprzestrzeniony na wszystkich kontynentach półkuli północnej, ale występuje także w niektórych miejscach na półkuli południowej: na Nowej Zelandii, wyspach Georgia Południowa i Sandwich Południowy oraz Wyspie św. Tomasza. W Europie jest wszędzie pospolity, północna granica jego zasięgu sięga po Islandię i Szetlandy. W Polsce jest pospolity. 
Saprotrof. Można go spotkać przez cały rok, głównie jednak w okresach wilgotnej pogody. Często tworzy duże skupiska na zrzezach pni drzew liściastych i iglastych, a także na zewnętrznej stronie okoronowanych kłód.

## Gatunki podobne
Jest w Polsce kilka podobnych gatunków łzawników. W razie trudności z ich odróżnieniem konieczne jest badanie cech mikroskopowych. Dla łzawnika rozciekliwego charakterystyczne są grubościenne zarodniki z trzema przegrodami. Najbardziej podobny jest łzawnik główkowaty (Dacrymyces capitatus). Często posiada trzonek, jego owocniki nie rozpływają się tak łatwo, odróżnia się ponadto większymi bazydiosporami.